# Parafia Najświętszego Serca Jezusowego w Kwaśniowie
Parafia Najświętszego Serca Jezusowego w Kwaśniowie Dolnym – parafia rzymskokatolicka, znajdująca się w diecezji sosnowieckiej, w dekanacie jaroszowieckim. W parafii posługują księża diecezjalni.  

## Proboszczowie
- ks. Marek Plebanek (1996–2020)[1][2]
- ks Mieczysław Raszewski (2020–2025)[3]
- ks. Edward Kołomański (2025– )[3]